# Liang Bua

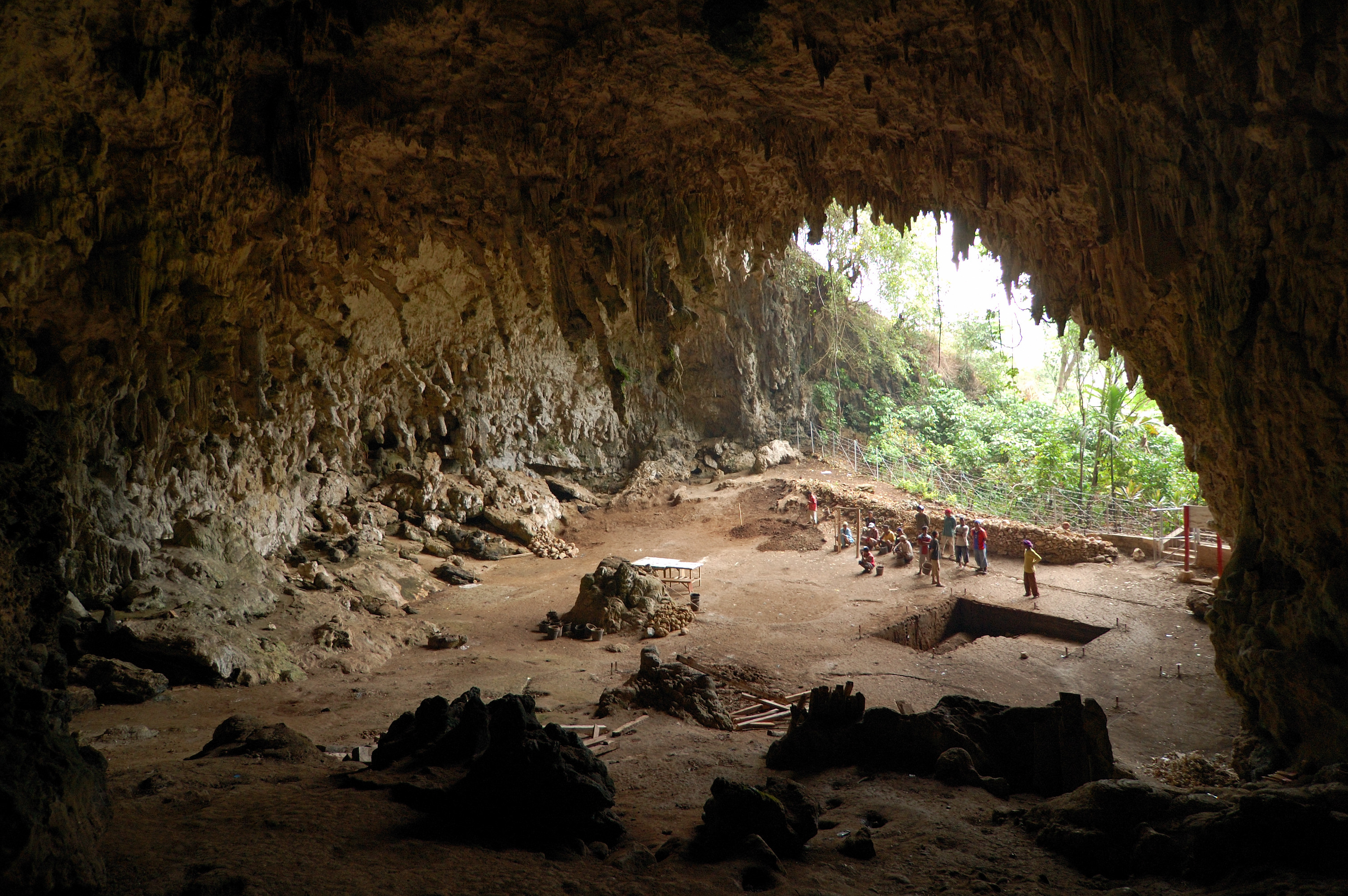
Die Liang-Bua-Höhle

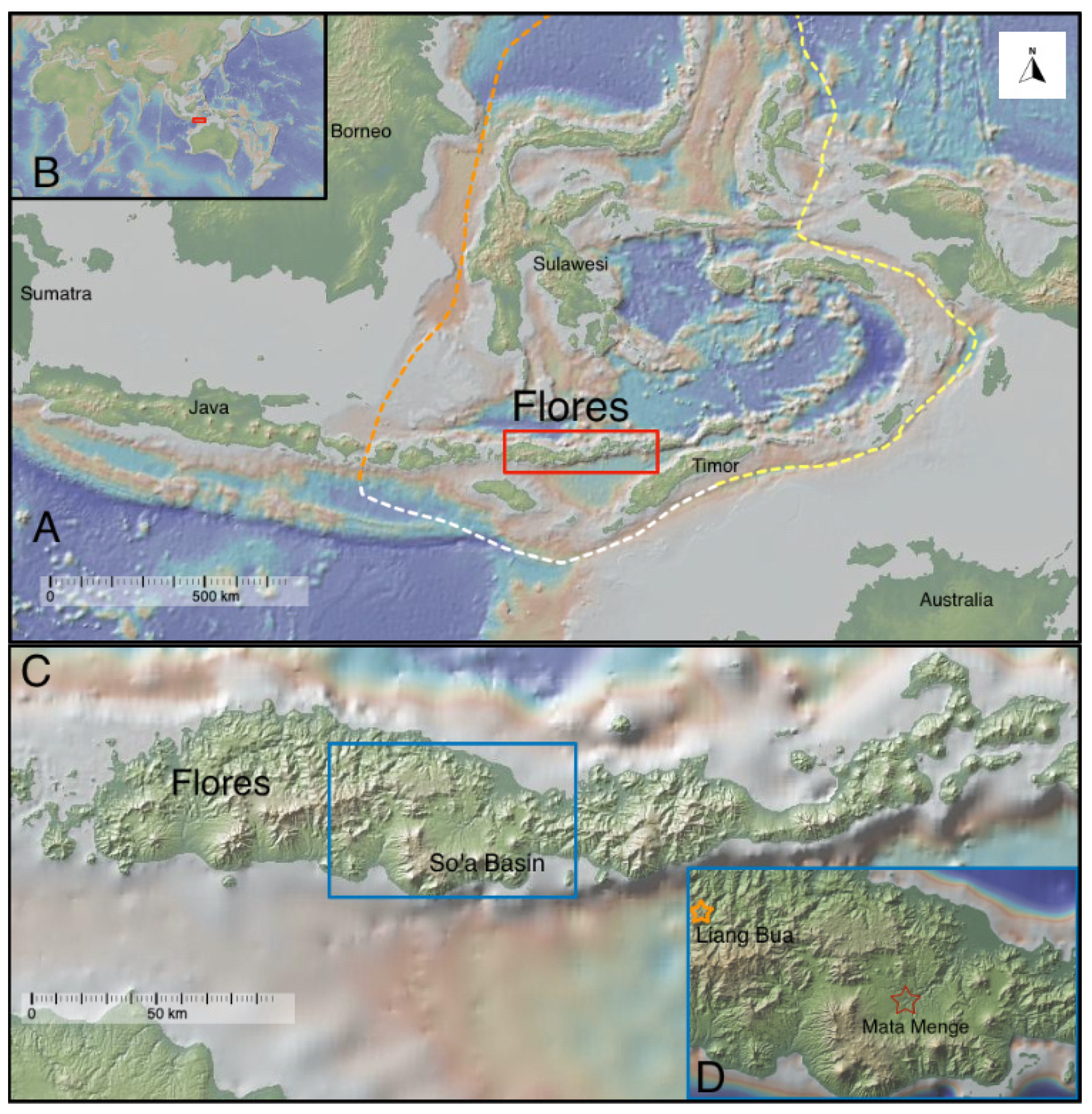
Lage von Liang Bua und Mata Menge auf Flores

Liang Bua („kühle Höhle“) ist der Name einer Kalkstein-Höhle auf der indonesischen Insel Flores, in der im Jahr 2003 die ersten Fossilien des Homo floresiensis entdeckt wurden.

## Beschaffenheit der Höhle
Die Höhle befindet sich 14 Kilometer nördlich von Ruteng und 25 Kilometer von der Nordküste der Insel entfernt, auf ungefähr 500 Meter Höhe über dem Meeresspiegel, in Hanglage rund 30 Meter oberhalb des Flusses Wae Racang. Sie ist annähernd 30 Meter breit, 25 Meter hoch und bis zu 40 Meter tief. Die Höhle entstand vor rund 600.000 Jahren unterirdisch als Auswaschung in einer Karst-Formation aus dem Miozän. Ihr nördliches Ende wurde vor erst rund 190.000 Jahren durch den einstmals höher gelegenen Flusslauf abgetragen, woraufhin im Laufe der Jahrtausende bis zu elf Meter dicke Schichten von Material aus dem Freiland eingetragen wurden. Zuunterst liegen Konglomerate aus rund geschliffenen Steinen, die belegen, dass es sich um Ablagerungen des Flusses handelt. Die darüber liegenden Sedimente bestehen teils aus Ton, teils aber auch aus Sinter und Vulkanasche, die man zur Datierung von Fossilien nutzen kann.

## Grabungsbefunde
Erste Ausgrabungen in der Liang-Bua-Höhle hatte 1965 der katholische Priester und Althistoriker Theodor Verhoeven durchgeführt. Verhoeven hatte die Höhle bereits 1950 kennengelernt, als sie noch als Grundschule benutzt wurde. „Als er 1965 mit Ausgrabungen begann, fand er Menschengräber aus jüngerer  Zeit und Fossilien der auf Flores endemischen Ratte Paulamys,“ ferner eine Ansammlung von Steinwerkzeugen; seine Entdeckungen in dieser Höhle wurden jedoch nicht publiziert. Weitere Ausgrabungen fanden erst von 1978, 1981, 1982, 1985, 1987 und 1989 unter Leitung des indonesischen Archäologen R. P. Soejono statt, dem Verhoeven 1973 in einem Brief von seinen Grabungen berichtet hatte. Soejenos Grabungen legten weitere neolithische Gräber frei und erreichten eine maximale Tiefe von 4,20 Metern, was einem Alter der Schicht von 10.000 Jahren BP entsprach.
2001 wurde die Erforschung der Höhle durch ein australisch-indonesisches Team um Mike Morwood (University of New England) und Thomas Sutikna (Indonesian Centre for Archaeology, Jakarta) wiederaufgenommen. Ziel dieser neuerlichen Grabungen war, Belege für eine frühe Besiedlung der Insel Flores durch Vertreter der Gattung Homo (vermutlich Homo erectus) zu sichern, deren Existenz auf der Insel durch bis zu 840.000 Jahre alte Steinwerkzeuge belegt ist.
Außer Homo floresiensis wurden in der Liang-Bua-Höhle unter anderem zahlreiche Überreste eines ungewöhnlich kleinen Stegodon (Stegodon florensis insularis) sowie von Komodowaranen aufgefunden, was auf die Einwirkung von Homo floresiensis zurückgeführt wird. Aus unterschiedlichen Fundhorizonten, deren ältester mindestens 95.000 Jahre alt ist, kamen ferner zahlreiche Steinwerkzeuge zutage, die – gemeinsam mit 7000 bis 3000 Jahre alten Knochen von Nutztieren und weiteren, jünger datierten Funden – auf eine Siedlungsgeschichte bis ins 20. Jahrhundert verweisen.
Ferner gelang der Nachweis von mehreren Feuerstellen, deren Alter in die Zeit zwischen 41.000 und 24.000 Jahren vor heute datiert wurde.

## Belege
1. ↑  Kira Westaway et al.: The evolving landscape and climate of western Flores: an environmental context for the archaeological site of Liang Bua. In: Journal of Human Evolution. Band 57, Nr. 5, 2009, S. 450–464, doi:10.1016/j.jhevol.2009.01.007.
2. ↑  Gary J. Sawyer, Viktor Deak: Der lange Weg zum Menschen. Lebensbilder aus 7 Millionen Jahren Evolution. Spektrum Akademischer Verlag, Heidelberg 2008, S. 136.
3. 1 2 3  Mike Morwood et al.: Preface: research at Liang Bua, Flores, Indonesia. In: Journal of Human Evolution. Band 57, Nr. 5, 2009, S. 437–449, doi:10.1016/j.jhevol.2009.07.003.
4. ↑  Mike J. Morwood et al.: Archaeological and palaeontological research in central Flores, east Indonesia: results of fieldwork 1997–98. In: Antiquity. Band 73, Nr. 280, 1999, S. 273–286, doi:10.1017/S0003598X00088244.
Mike J. Morwood et al.: Fission-track ages of stone tools and fossils on the east Indonesian island of Flores. In: Nature. Band 392, 1997, S. 173–176, doi:10.1038/32401.
5. ↑  Gert D. van den Bergh et al.: The youngest Stegodon remains in Southeast Asia from the Late Pleistocene archaeological site Liang Bua, Flores, Indonesia. In: Quaternary International. Band 182, Nr. 1, 2008, S. 16–48, doi:10.1016/j.quaint.2007.02.001. ISSN 1040-6182.
6. ↑  Gert D. van den Bergh et al.: The Liang Bua faunal remains: a 95 k.yr. sequence from Flores, East Indonesia. In: Journal of Human Evolution. Band 57, Nr. 5, 2009, S. 527–537, doi:10.1016/j.jhevol.2008.08.015.
7. ↑  Mike W. Morley et al.: Initial micromorphological results from Liang Bua, Flores (Indonesia): Site formation processes and hominin activities at the type locality of Homo floresiensis. In: Journal of Archaeological Science. Band 77, 2017, S. 125–142, doi:10.1016/j.jas.2016.06.004.
 Fire discovery sheds new light on ‚hobbit‘ demise. Auf: eurekalert.org vom 29. Juni  2016.

Koordinaten: 8° 32′ 3″ S, 120° 27′ 37″ O